# Annick Vaxelaire-Pierrel
Annick Vaxelaire-Pierrel (* als Annick Pierrel am 19. Juli 1974 in Remiremont) ist eine ehemalige französische Skilangläuferin.

## Werdegang
Annick Pierrel startete international erstmals zu Beginn der Saison 1993/94 im Continental-Cup in Tauplitz und belegte dabei die Plätze fünf und neun über 5 km. Bei den Junioren-Weltmeisterschaften 1994 in Breitenwang errang sie den 20. Platz über 5 km klassisch und den 13. Platz über 15 km Freistil.
Bei den Weltmeisterschaften 1995 in Thunder Bay lief sie jeweils auf den 38. Platz über 5 km klassisch und in der Verfolgung und holte mit dem 30. Platz über 15 km klassisch und den 25. Rang über 30 km Freistil ihre ersten Weltcuppunkte. Zudem wurde sie dort Neunte in der Staffel. In der Saison 1996/97 kam sie neunmal in die Punkteränge und erreichte mit dem 25. Platz im Gesamtweltcup, dem 20. Rang im Langdistanzweltcup und dem 19. Platz im Sprintweltcup ihre besten Gesamtergebnisse. Dabei errang sie in Hakuba mit Platz zehn über 5 km klassisch und Rang sieben in der Verfolgung ihre einzigen Top-Zehn-Platzierungen im Weltcupeinzel. Ihre besten Resultate bei den Weltmeisterschaften 1997 in Trondheim waren der 18. Platz über 15 km Freistil und der siebte Rang mit der Staffel. In der folgenden Saison kam sie siebenmal in die Punkteränge und errang damit den 37. Platz im Gesamtweltcup. Beim Saisonhöhepunkt, den Olympischen Winterspielen 1998 in Nagano belegte sie den 49. Platz über 5 km klassisch, den 45. Rang über 15 km klassisch und den 37. Platz in der Verfolgung. Zudem lief sie dort zusammen mit Sophie Villeneuve, Anne-Laure Mignerey und Karine Philippot auf den 11. Platz mit der Staffel. Auch in der folgenden Saison belegte sie den 37. Platz im Gesamtweltcup. Dabei erreichte sie in Vantaa mit Platz zwei zusammen mit Karine Philippot im Teamsprint ihre einzige Podestplatzierung im Weltcup. Bei den Weltmeisterschaften 1999 in Ramsau am Dachstein lief Pierrel auf den 29. Platz über 30 km klassisch, jeweils auf den 22. Rang über 5 km klassisch und in der Verfolgung und auf den neunten Platz mit der Staffel. Im Dezember 1999 holte sie in Brusson über 10 km klassisch ihren einzigen Sieg im Continental-Cup.
Bei den Weltmeisterschaften 2001 in Lahti belegte Pierrel den 45. Platz über 15 km klassisch, den 42. Rang in der Doppelverfolgung und den 41. Platz im Sprint und bei den Olympischen Winterspielen im folgenden Jahr in Salt Lake City, nun als Annick Vaxelaire-Pierrel, den 37. Platz in der Doppelverfolgung und den 24. Rang im 15-km-Massenstartrennen. Ab der Saison 2001/02 nahm sie ebenfalls am Marathon-Cup teil. Dabei wurde sie 2002 Dritte und 2003 Zweite beim Engadin Skimarathon und siegte 2003 beim Transjurassienne. Zudem siegte sie 2000 und 2004 bei der Foulée Blanche. Nachdem sie zu Beginn der Saison 2002/03 bei den Rollerski-Weltmeisterschaften in Monte Cervino die Bronzemedaille in der Verfolgung und jeweils die Silbermedaille im Team und über 5 km gewann, kam Vaxelaire-Pierrel bei den Weltmeisterschaften 2003 im Val di Fiemme auf den 32. Platz über 30 km Freistil, auf den 26. Rang im Skiathlon und auf den neunten Platz mit der Staffel. In ihrer letzten Saison 2003/04 lief sie im Marathon-Cup bei allen sieben Rennen unter die ersten Zehn. Dabei wurde beim La Sgambeda und beim American Birkebeiner jeweils Dritte und errang damit den vierten Platz in der Gesamtwertung.

## Erfolge

### Teilnahmen an Weltmeisterschaften und Olympischen Winterspielen

#### Olympische Spiele
- 1998 Nagano: 11. Platz Staffel, 37. Platz 10 km Verfolgung, 45. Platz 15 km klassisch, 49. Platz 5 km klassisch
- 2002 Salt Lake City: 24. Platz 15 km Freistil Massenstart, 37. Platz 10 km Doppelverfolgung

#### Nordische Skiweltmeisterschaften
- 1995 Thunder Bay: 9. Platz Staffel, 25. Platz 30 km Freistil, 30. Platz 15 km klassisch, 38. Platz 10 km Verfolgung, 38. Platz 5 km klassisch
- 1997 Trondheim: 7. Platz Staffel, 18. Platz 15 km Freistil, 29. Platz 10 km Verfolgung, 54. Platz 5 km klassisch
- 1999 Ramsau am Dachstein: 9. Platz Staffel, 22. Platz 10 km Verfolgung, 22. Platz 5 km klassisch, 29. Platz 30 km klassisch
- 2001 Lahti: 41. Platz Sprint Freistil, 42. Platz 10 km Doppelverfolgung, 45. Platz 15 km klassisch
- 2003 Val di Fiemme: 9. Platz Staffel, 26. Platz 10 km Skiathlon, 32. Platz 30 km Freistil

### Siege bei Continental-Cup-Rennen
| Nr. | Datum             | Ort     | Disziplin       | Serie           |
| --- | ----------------- | ------- | --------------- | --------------- |
| 1.  | 19. Dezember 1999 | Brusson | 10 km klassisch | Continental-Cup |

### Weltcup-Gesamtplatzierungen
| Saison    | Gesamt | Gesamt | Sprint | Sprint | Langdistanz | Langdistanz |
| Saison    | Punkte | Platz  | Punkte | Platz  | Punkte      | Platz       |
| --------- | ------ | ------ | ------ | ------ | ----------- | ----------- |
| 1994/95   | 7      | 66.    | –      | –      | –           | -           |
| 1995/96   | 26     | 41.    | –      | –      | –           | -           |
| 1996/97   | 133    | 25.    | 75     | 19.    | 43          | 20.         |
| 1997/98   | 44     | 37.    | 30     | 36.    | 14          | 36.         |
| 1998/99   | 51     | 37.    | 33     | 40.    | 2           | 61.         |
| 1999/2000 | –      | –      | –      | –      | –           | –           |
| 2000/01   | 22     | 72.    | 18     | 49.    | –           | –           |
| 2001/02   | 4      | 93.    | –      | –      | –           | –           |
| 2002/03   | 5      | 96.    | –      | –      | –           | –           |